# 中里融司
中里 融司（なかざと ゆうじ、1957年2月4日 - 2009年6月18日）は、日本の小説家、漫画原作者、戦史研究家。日本SF作家クラブ会員。
東京都杉並区出身。武蔵大学経済学部卒業。

## 略歴
創作活動の出発点は漫画家としてであり、武蔵大学漫画研究会の旗揚げに関わった。大学卒業後、銀行員として社会人生活を送っていたところ、身体を壊して退職したのを機に漫画家への転身を決意し、いくつかの漫画賞に応募する。
白泉社の月刊『アニマルハウス』誌においてストーリーテリングを評価され、漫画原作者としてデビューすることになり、『鬼十郎妖戦録』シリーズ（作画：近石雅史）などの原作を担当する。
『アニマルハウス』休刊に伴い、小説家への転身を決意。『冒険商人アムラフィ』で第1回電撃ゲーム小説大賞銀賞を、『坂東武陣侠』で歴史群像大賞優秀賞を同時受賞、小説家デビューを果たした。以後、主にライトノベルと架空戦記を中心に執筆活動を続けていたが、時代小説も手がけたり再び漫画原作に関わるなど、創作の幅を広げていた。また戦史研究家として主に近世以前の会戦に関する研究書を発表するなど多彩な作風で知られる。執筆速度も速く時として毎週のように作品を発表する事があり、その活動は精力的であった。
長らく潰瘍性大腸炎を患っていた。2009年6月18日、大腸癌のために死去。

## 評価
多くのジャンルを書き分けているため、あるジャンルに別のジャンルの手法を組み合わせる（時代小説でライトノベル風のキャラクター造型をする等）という手法を取り、独特な作風作りに成功している。例えば架空戦記でよく使われるアニメ・漫画・特撮等のパロディを時代小説などでも使用することがある。
また、戦国もの架空戦記にはしばしば一騎当千の超人的忍者や武芸者が出現する。リアルさを求める読者からはその手法を批判される事も多いが、美少女の姿をした軍艦の精霊「船魂」（ふなだま）が登場する『軍艦越後の生涯』（この作品の挿絵は架空戦記とは思えない萌えイラストであり、後の『艦隊これくしょん -艦これ-』を始めとする軍艦擬人化作品の先駆けとも言える）や『ゲッターロボ』をモチーフとした合体戦艦大和が登場する『龍神の艦隊』などの作品は、あまりにも奇抜な設定であるためか、逆に好評を博している。

## エピソード
- 自他共に認めるロボット少女好きであり、ライトノベル作品ではかなりの割合でロボット少女がヒロイン級のキャラクターとして登場する。
- 海洋冒険小説愛好家でもあり架空戦記『東の太陽 西の鷲』では英海軍の戦艦として「ボライソー」が登場することから、この世界は『ボライソーシリーズ』の未来に当たるらしい。
- 『狂科学ハンターREI』は続編の構想があったが、イラスト担当の小畑健が極めて多忙なため、実現しなかった。

## 作品

### ライトノベル
- 冒険商人アムラフィ （イラスト：MEIMU） メディアワークス 電撃文庫　全2巻
- 狂科学ハンターREI （イラスト：小畑健） メディアワークス 電撃文庫 全5巻+外伝1巻
- デモンズサモナー （イラスト：米村孝一郎） 星雲社 サークル文庫（4巻のみノアール出版 ノアール出版ノベルズ） 全4巻
  - デモンズサモナー新装版 （イラスト：ほづみりや） ソフトバンククリエイティブ GA文庫 全4巻
- 新デモンズサモナー エニックス EXノベルズ 既刊1巻
- メタリックエンジェル （イラスト：宮越和草） エンターブレイン ファミ通文庫 全4巻
- 竜戦姫ティロッタ （イラスト：神村幸子） エンターブレイン ファミ通文庫 全2巻
- オートマチックインターセプター （イラスト：木村明広） エンターブレイン ファミ通文庫 全3巻
- 星忍母艦テンブレイブ （イラスト：鈴見敦） エンターブレイン ファミ通文庫 全2巻
- ドラゴン・パーティ （イラスト：辻田大介） メディアワークス 電撃文庫 全7巻
- 黎明の戦女神（アテナ） （イラスト：田阪新之助） メディアワークス 電撃文庫 全4巻
- プロット・ディレクター （イラスト：日向悠二） メディアワークス 電撃文庫 全2巻
- カオス・エッジ〜たそがれの道化師 （イラスト：藤城陽） メディアファクトリー MF文庫J 全1巻
- 空色のリンク（イラスト：騎羅） 小学館 ルルル文庫 全1巻
- ARISAチェンジリング（イラスト：うめきち） メディアワークス 電撃文庫 全1巻
- X-MEN（イラスト：西村博之） - ノベライズではなくオリジナルストーリー。2巻担当。3巻は桑原忍との共著。
- 流星のジュディ（「マップス・シェアードワールド 翼あるものたち」収録） ソフトバンククリエイティブ GA文庫
- サディスティック・エージェント （イラスト：仏さんじょ） ソフトバンククリエイティブ GA文庫 既刊2巻

### 架空戦記
- 坂東武陣侠 信長を討て! （学習研究社 歴史群像新書） 全1巻
- 北の雷鳴〜北方の獅子王グスタフ・アドルフ対魔王ヴァレンシュタイン〜 （学習研究社 歴史群像新書） 全1巻
- 英雄交響曲 ナポレオン群星伝 （学習研究社 歴史群像新書） 全3巻
- 東の太陽 西の鷲 （学習研究社 歴史群像新書） 全10巻
- 戦国覇王伝 （学習研究社 歴史群像新書） 全10巻
- 戦国武陣侠 （学習研究社 歴史群像新書） 全5巻
- 異戦 関ヶ原 （学習研究社 歴史群像新書） 全7巻　（再販版は電波社 ヴィクトリー・ノベルスより刊行）
- 戦国竜虎伝 （学習研究社 歴史群像新書） 全3巻
- 異戦 大坂の陣 （学習研究社 歴史群像新書） 全4巻　（再販版はコスミック コスミック時代文庫より刊行）
- 軍艦越後の生涯 （学習研究社 歴史群像新書） 全3巻
- 荒鷲の大戦 （『戦国覇王伝』の世界における第二次世界大戦を描く） （学習研究社 歴史群像新書） 全5巻
- 龍神の艦隊
  - ノベル版 コスミック コスモノベルズ 全3巻
  - 文庫版（タイトルは『超戦艦大和』） コスミック コスミック文庫 全1巻
- 異戦 信長記 （学習研究社 歴史群像新書） 全2巻
- 幕末勇者伝〜蒼き竜馬、走る! （青春出版社 プレイブックス） 全1巻
- 疾風特命艦隊 （学習研究社 歴史群像新書） 既刊2巻
- 異戦 武田風雲記 （学習研究社 歴史群像新書） 全2巻

### 時代小説
- 寛永妖星浄瑠璃 （学習研究社 M文庫）
- 人斬り浅右衛門 斬妄剣 （学習研究社 M文庫）
- 討たせ屋喜兵衛 （角川春樹事務所 ハルキ文庫） 全5巻
- お歌舞伎夜兵衛颯爽剣 （学習研究社 M文庫） 全2巻
  - コスミック時代文庫より「怪盗若殿 颯爽剣」として改題・刊行
- 影町奉行所疾風組 （廣済堂 廣済堂文庫） 既刊2巻
- 同行屋稼業 （光文社 光文社文庫） 全5巻
- 極楽絵とんぼ犯画帳 （学習研究社 M文庫） 既刊1巻
- 世話焼き家老星合笑兵衛 （小学館 小学館文庫） 既刊4巻
- 火の玉晴吉十手修行 （KKベストセラーズ ベスト時代文庫） 既刊2巻
- 出戻り和馬償い剣 （角川春樹事務所 ハルキ文庫） 既刊2巻
- いくさ人 春風兵庫〜無双の槍〜 （コスミック コスミック時代文庫） 全1巻
- 女殺 大江戸華奉行 （角川春樹事務所 ハルキ文庫） 既刊1巻

### ノベライズ
- 新 鬼武者 悲劇の暴君・豊臣秀次 （カプコン CAPCOM NOVELS） 2006年 ISBN 4-05-403742-9

### 漫画原作
- 鬼十郎妖戦録 （作画：近石雅史） 白泉社 アニマルハウス掲載 全2巻
- 狂霊捜査官REIJI （作画：田中雅人） 白泉社 アニマルハウス掲載 -『狂科学ハンターREI』のプロトタイプ。田中雅人「あぶない!ジャンクポリス」2巻に収録。
- 大海戦!無敵戦艦「越後」 （作画：飯島祐輔） 日本出版社 コンバットコミック掲載（飯島裕輔「黄金の艦隊」等収録）
- 激海の龍蹄 （作画：やいた克政） 日本出版社 コンバットコミック掲載（やいた克政「超空の連合艦隊」収録）
- 戦海の海女神（テティス） （作画：かたやままこと） 白泉社 ヤングアニマル嵐掲載 全1巻
- 豹と狼 （作画：かたやままこと） 白泉社 ヤングアニマル掲載 全1巻
- 砂漠の獅子 （作画：かたやままこと） 白泉社 ヤングアニマル掲載 全1巻
- エメラルドドラゴン もう一人のアトルシャン （作画：近石雅史） メディアワークス 全1巻 - 原作シナリオを担当した飯淳による監修のもと、脚本を担当。

### 研究書
- 覇者の戦術 - 戦場の天才たち 新紀元社 1996年 ISBN 4-88317-278-3
- 戦術 名将たちの戦場 新紀元社 2006年 ISBN 4-7753-0503-4

### ドラマCD
- ドラゴンパーティドラマ・アルバム〜巨龍覚醒〜 ランティス